# Rosie Perez

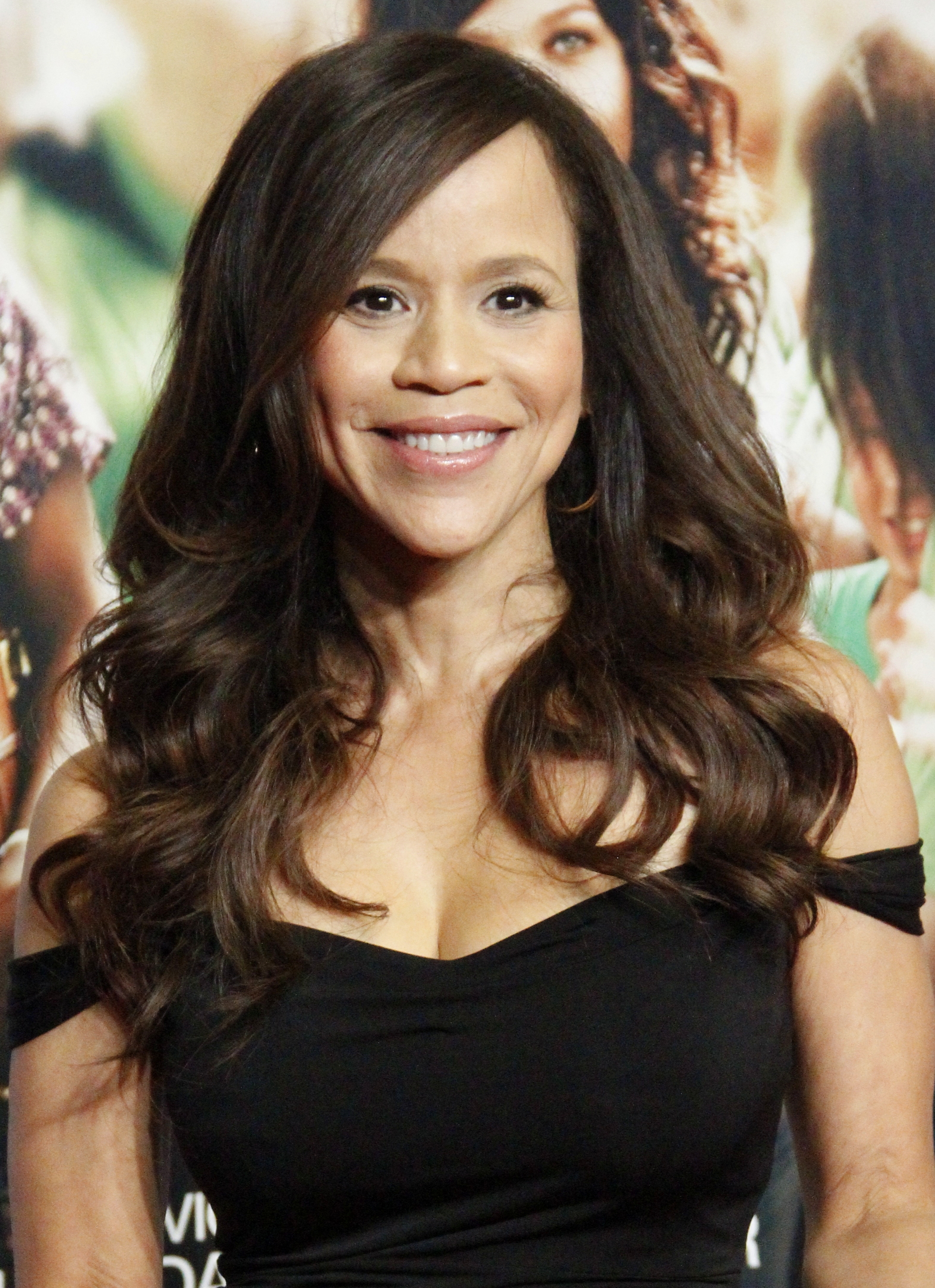
Rosie Perez, 2012

Rosa María Perez (* 6. September 1964 in New York City als Rosa Maria Serrano) ist eine US-amerikanische Schauspielerin.

## Leben und Leistungen
Perez entstammt einer puerto-ricanischen Familie. Sie debütierte als Tänzerin in der Fernsehsendung Soul Train, ihre erste Rolle in einem Kinofilm spielte sie in Do the Right Thing aus dem Jahr 1989. In der Filmkomödie Weiße Jungs bringen’s nicht (1992) spielte sie eine größere Rolle neben Wesley Snipes und Woody Harrelson, in der Komödie 2 Millionen Dollar Trinkgeld (1994) war sie neben Nicolas Cage und Bridget Fonda zu sehen.
Für ihre Rolle in dem Drama Fearless – Jenseits der Angst (1993), in dem sie neben Jeff Bridges, Isabella Rossellini und Tom Hulce spielte, war Perez für den Oscar als beste Nebendarstellerin nominiert. Sie war in derselben Kategorie auch für einen Golden Globe nominiert, außerdem gewann sie einen Sonderpreis bei der Berlinale, den Boston Society of Film Critics Award, den Chicago Film Critics Association Award und den Los Angeles Film Critics Association Award. Für ihre Hauptrolle in dem Film Perdita Durango (1997) wurde sie bei der Mostra Internazionale del Film de Fantascienza e del Fantastico di Roma mit einem Preis ausgezeichnet. In dem Film The 24 Hour Woman (1999) spielte sie die Hauptrolle, für die sie für den ALMA Award und für den Black Reel Award nominiert wurde. Ihre Stimme war neben den Stimmen von Kevin Kline und Kenneth Branagh in dem Zeichentrickfilm Der Weg nach El Dorado zu hören.
Rosie Perez heiratete 1999 den Regisseur Seth Zvi Rosenfeld, im Jahr 2001 trennten sie sich.
Sie spielte in der TV-Serie Lipstick Jungle die Rolle der Dahlia. Perez trat in dem Performance-Art-Film zu Jay-Zs Lied Picasso Baby auf.

## Filmografie (Auswahl)
- 1989: Do the Right Thing
- 1990: Criminal Justice (Fernsehfilm)
- 1991: Night on Earth
- 1992: Weiße Jungs bringen’s nicht (White Men Can’t Jump)
- 1993: Fearless – Jenseits der Angst (Fearless)
- 1993: Real Love (Untamed Heart)
- 1994: 2 Millionen Dollar Trinkgeld (It Could Happen to You)
- 1994: Liebe bis zum Tod (Somebody to Love)
- 1995: Frasier (Fernsehserie, Folge 2x12 Stimme)
- 1997: A Brother’s Kiss
- 1997: Perdita Durango
- 1998: Louis & Frank
- 1999: The 24 Hour Woman
- 2000: King of the Jungle
- 2000: Der Weg nach El Dorado (The Road to El Dorado, Stimme für Chel)
- 2001: Human Nature – Die Krone der Schöpfung (Human Nature)
- 2001: Unterwegs mit Jungs (Riding in Cars with Boys)
- 2002: Widows (Fernsehserie, 4 Folgen)
- 2004: Frasier (Fernsehserie, Folge 11x22)
- 2007: The Take – Rache ist das Einzige, was zählt (The Take)
- 2008: Ananas Express (Pineapple Express)
- 2008–2009: Lipstick Jungle (Fernsehserie, 6 Folgen)
- 2009: Law & Order: Special Victims Unit (Fernsehserie, Folge 11x05)
- 2010: Die etwas anderen Cops (The Other Guys)
- 2010: Pete Smalls Is Dead
- 2012: Um Klassen besser (Won’t Back Down)
- 2013: The Counselor
- 2015: Pitch Perfect 2
- 2017: Pure (Fernsehserie, 6 Episoden)
- 2018: Rise (Fernsehserie, 10 Episoden)
- 2018: High Maintenance (Fernsehserie, Folge 3x08)
- 2019: The Dead Don’t Die
- 2020: Das Letzte, was er wollte (The Last Thing He Wanted)
- 2020: Birds of Prey: The Emancipation of Harley Quinn (Birds of Prey (and the Fantabulous Emancipation of One Harley Quinn))
- 2020–2022: The Flight Attendant (Fernsehserie)
- 2021: Clifford der große rote Hund (Clifford the Big Red Dog)